# Cosma
Cosma (* 1979 in Qiryat Bialik im Bezirk Haifa in Israel; † 10. Februar 2003 in Goa; eigentlich Avihen Livneh) war ein Musiker, der Goa-Trance-Musik produzierte.

## Leben und Wirken
Avihen begann sein musikalisches Leben in den dunklen Klubs von Haifa und Umgebung. Er hörte viel New Wave und Electronic Musik, wie Depeche Mode, The Sisters of Mercy, The Cure, Front 242 etc. Dann begann seine Trance-Phase/Zeit. Nach vielen Partys begann er im Jahr 1998 selber Musik zu machen. Weil er in seiner Kindheit schon viel mit dem Computer zu tun hatte, war es für ihn naheliegend, mit dem PC Musik zu machen.
Er gründete zuerst mit Benny Risher die Gruppe Diablo. Sie produzierten ein Album Insufficent Memory bei der Plattenfirma Pandra Recors 1999. Avihen schrieb fünf von den Tracks und die anderen vier wurden von Benny geschrieben, welcher auch das Album produziert hatte. Sie veröffentlichten auch zwei Tracks auf Compilations: Hop She Goes... und Papa (Space Mantra).
Die beiden entschieden die Gruppe aufzulösen und Avihen begann unter dem Namen Cosma weiter zu arbeiten (Der Name wurde von DJ Jorg von SST vorgeschlagen).
Im September 2001 veröffentlichte er sein Debütalbum Simplicity bei der Plattenfirma BNE. Am 10. Februar 2003 starb er bei einem Motorradunfall im indischen Bundesstaat Goa.
Sein zweites Album Non Stop wurde nach seinem Tod im Juni 2003 durch Hommega veröffentlicht. Er hatte ebenfalls drei Schallplatten und viele einzelne Tracks für Kompilationen produziert.

## Diskografie

### Alben
- 2001: Simplicity (BNE)
- 2003: Nonstop (Hommega)

### Schallplatten
- 12" Shiva (SST)
- 12" Find Out (BNE)
- 12" Out Of Range (BNE)

### Samplerbeiträge
- Floppy (Full On 5)
- Cosma Shiva – The Call of Shiva & Shiva Diablo – Pagan (The Call of Shiva)
- Cosma meets Guitarminator – They Wish They Where There (Lightbeams, Ticket to Goa vol 1)
- Cosma Shiva – In Memory of Terrence (Lightbeams)
- Sphero – Natural Distribution (Lightbeams) (in cooperation with a friend)
- Domestic Cosma – X-Port (UFS3)
- Domestic Cosma – Sleep of Peace (Yellow Sunshine Explosion Vol 2)
- Cosma – Find Out (Yellow Sunshine Explosion Vol 2, Generations)
- Cosma – Out of Range (Yellow Sunshine Explosion Vol 2)
- PsySex – Dominatrix (Cosma remix) (Full On 6)
- Cosma – Lost in Space (Amalgamated Amalgamation)
- Cosma – Out of Range (Son Kite remix) (Amalgamated Amalgamation, Goa 3)
- Cosma – We Are the Same (Another Life)
- Cosma – On My Way (Goa Head 16, Goa Party – summer edition, Maverixx vol. 1)
- Cosma & BLT – Global Spirit (BLT – God is Love)
- Cosma – Typical Noise (Karmachanics)
- Cosma & OMC – Keep Your Mind (Think Sync)
- Cosma – Mixed Up (Israliens 4)
- Cosma – Yok Yok (Nu-Clear visions of Israel, B Trance)
- Vibrasphere – Purple Floating (Cosma remix) (Vibrasphere remixes EP, Goa 2003 vol. 2, Cosmophilia vol. 2, Mental Case)
- Cosma – People on Hold (Nu-Clear Visions of Israel part 2)
- Cosma – Minimal Vertical (Yahel – Something to Remember)
- Cosma – People on Hold (Yahel – Something to Remember)
- Cosma – Ethnobialik (Life is... Creation)